# Teatro Shubert

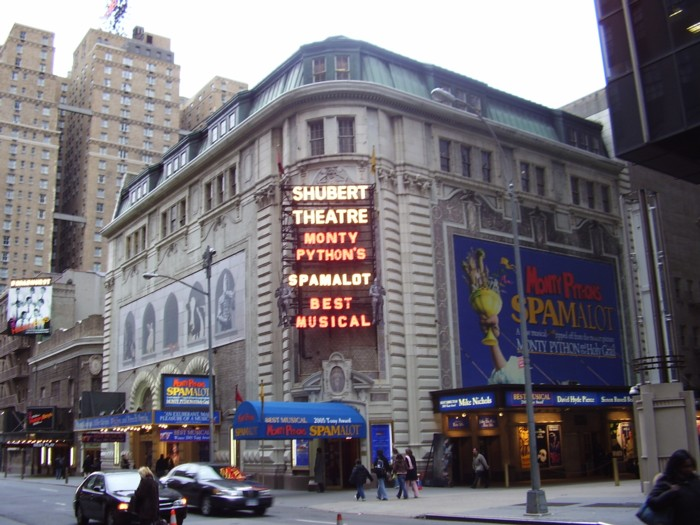
O Shubert em 2006.

Shubert Theatre é um teatro localizado na Broadway, em Manhattan, Nova Iorque, Estados Unidos.
Desenhado pelo arquiteto Henry Beaumont Herts, ele divide uma fachada de estilo veneziano renascentista com um teatro adjunto, o Booth Theatre, apesar dos dois terem interiores diferentes. Inaugurado em outubro de 1913, com uma série de peças de Shakespeare, ele foi batizado em homenagem a Sam Shubert, o mais velho de três irmãos de produtores teatrais.
Instalado na 225 West 44th Street, o teatro é conhecido por ter sido por quinze anos a "casa" do musical A Chorus Line - entre 1975 e 1990 - que, com 6.137 apresentações realizadas no local,. deteve o recorde de peça com maior duração na história da Broadway.